# 宇山芽紅
宇山 芽紅（うやま めぐ、1996年1月14日 - ）は、日本のトランポリン競技選手。千葉県印西市出身。金沢学院高等学校、金沢学院大学スポーツ健康学科卒業（2021年7月現在）。テン・フォーティークラブ所属（コーチ兼任）。

## 略歴
小学校3年生のときに地元のクラブに通い始めたことがきっかけで、中学時代から頭角を現し、2008年秋のニュージーランドで開催された国際大会（10歳〜12歳の部）で個人とシンクロナイズドの2種目で優勝。金沢学院高等学校進学後は2007年の全国大会で優勝を果たし、2008年の世界選手権にも出場を果たす。
2009年に金沢学院大学に進学。2018年のアジア大会（インドネシア・ジャカルタ）では個人で4位入賞。同年の世界選手権（ロシア・サンクトペテルブルク）では大学の後輩でもある森ひかるとのペアでシンクロナイズド金メダルを獲得。個人にも出場し、8位入賞。
2019年、有明体操競技場で行われた世界選手権では予選落ちを経験するが、ワールドカップシリーズ・ランキングで3位に入ったことで、東京オリンピックの代表に内定した。
2021年7月30日、有明体操競技場で行われた東京オリンピック・トランポリン女子予選では 第1自由演技を48.705、第2自由演技を54.880の合計103.885で5位に入り、決勝進出。決勝でも54.655をたたき出し、日本勢最高の5位入賞を果たした（これまでの最高は現在トランポリン日本代表監督で大学の先輩でもある古章子がシドニーオリンピックで記録した6位であり、入賞者としても古とアテネオリンピックでの廣田遥（7位）に次いで3人目）。
2022年11月、ブルガリア・ソフィアで行われた世界選手権で、個人では5位入賞、森と組んだシンクロナイズドでは2018年以来となる2度目の金メダルを獲得した。